# Параоа
Параоа (фр. Paraoa) — атолл в архипелаге Туамоту (Французская Полинезия). Расположен в 930 км к юго-востоку от острова Таити.

## География
Площадь суши — 4 км².

## История
Параоа был открыт в 1767 году англичанином Самьюэлем Уоллисом, который назвал атолл островом Глостер.

## Административное деление
Административно входит в состав коммуны Хао.

## Население
В 2007 году атолл был необитаем, на нём полностью отсутствовала инфраструктура.